# 氷上恭子 (小説家)
氷上 恭子（ひかみ きょうこ）は、日本の小説家、推理作家。東京都生まれ。お茶の水女子大学文教育学部卒業。2001年、三通の手紙からなる書簡体形式の推理短編「とりのなきうた」が第8回創元推理短編賞を受賞。「該当作なし」が多いこの賞の3人目の受賞者となった。
応募時の題名は「禽の亡歌」だったが、受賞を期に「とりのなきうた」と改題した。

## 作品リスト
- とりのなきうた
  - 『創元推理21』2001年冬号（東京創元社、2001年9月）
- 度の過ぎた遊び
  - 『創元推理21』2002年秋号（東京創元社、2002年10月）